# ألان لورانس
ألان لورانس (بالإنجليزية: Alan Lawrence)‏ (19 أغسطس 1962 بإدنبرة في المملكة المتحدة - ) هو لاعب كرة قدم بريطاني في مركز الهجوم. لعب مع نادي بارتيك ثيسل ونادي دندي وهارت أوف ميدلوثيان ونادي ستنهاوسموير ونادي أردريونيانز ونادي اربوراث ونادي كاودينبيث لكرة القدم ونادي ليفينغستون لكرة القدم.

## وصلات خارجية
- ألان لورانس على موقع قاعدة بيانات كرة القدم.إي يو (الإنجليزية)